# 獅球嶺隧道
獅球嶺隧道（しきゅうれいずいどう）は台湾基隆市安楽区にある清朝統治時代の鉄道トンネル跡。台湾で最初かつ清朝時代のものとしては唯一現存する鉄道トンネル。安楽路にある道路トンネル自強隧道上方に位置し、現在は基隆市の市定古蹟。路線が清朝の台湾巡撫だった劉銘伝により推進されたことから、劉銘伝隧道（りゅうめいでんずいどう、繁体字中国語: 劉銘傳隧道）とも称される。

## 沿革

### 清朝統治時代
清朝は1860年に西欧諸国と締結した北京条約により台湾統治政策の変更を余儀なくされた。1887年（光緒13年）に福建台湾省を設置、同時に「全台鉄路商務総局」を設立し、基隆から府城（現・台南市）を結ぶ台湾初の鉄道路線（全台鉄路商務総局鉄道。現在の縦貫線の前身）建設計画に着手した。
初期は基隆港から台北を経て竹塹（現在の新竹）までの区間が最優先とされ、このトンネル工事は1888年（光緒14年）春に起工された。1890年（光緒16年）8月に30ヶ月の工期と相当数の人手、資金を費やした全長約235メートルのトンネルが完成した。
|        |
| 劉銘伝 |

### 日本統治時代
1895年（明治28年）6月3日、日本軍が基隆を攻略した。同月、日本の技師が実地検査を行った際にはこの路線の線路はアップダウンが激しく、急曲線や急勾配が多いことに気づき改良事業に着手することになった。8月、台湾総督府は臨時台湾鉄道隊を設立し、基隆～台北間の改良工事を進行させた。
まずこのトンネルを含む獅球嶺地区の区間を別経路で新設することになった。それがこのトンネルより東に約1 km離れた竹仔藔トンネル（その後の竹仔嶺トンネル）だった。
1898年（明治31年）3月、竹仔藔トンネルが完工するとともに獅球嶺トンネルは放棄され、開業から僅か7年でその歴史を閉じてしまった。その後まもなく、1916年に『縦貫道』と命名される道路に組み込まれ基隆と八堵間を短絡する陸路交通としての役割を果たした。板車や牛車、商人などがここを経由し八堵にある基隆河の渡船場に至り、水路で台北まで往来していた。
南側出口付近には土地公を祀る廟（石黎坑土地公）があったが、戦時中に軍によるオイルタンク建設に伴い移設されている。

### 戦後
1949年（民国38年）に国民政府が台湾に敗走してからは南側出口を含む一帯に軍事管制エリアが築かれたため、トンネルの位置は機密扱いになった。1958年、空軍によるオイルタンク（八堵油庫）の立地として選ばれ、その管理のためにトンネルは北側入口の30メートルほどを除いて閉鎖された。
1985年、内政部は三級古蹟登録を公告、台湾で初となる鉄道インフラの古蹟登録だった。2002年、原状復帰のための修復事業が始まり、2003年5月に完了した。基隆市政府が軍と協調し、また、タンクの安全面にも配慮しつつ、同年12月20日より一般開放に至った。
2009年、トンネル壁面の煉瓦の組積造が風化などで剥落したため、観光客の安全を確保すべく再度非公開となった。
現在は北側入口のみが見学できるが、内部の再修復と国定古蹟への昇格を目指す動きもあり、2019年9月21日に修復工事が開始された。

## 建築
標高155メートルの獅球嶺山を穿つトンネルは海抜74.75メートル地点を通り、基隆～台北間では最高標高地点であり、新竹までの全区間中でも亀崙嶺や頭前渓に次いで3番目の難所となっていた(p38)。基隆駅起点2.81km地点にあり(p29)、トンネル内は約20パーミルの勾配となっている(p47)。幅は約4.6メートル（一部は3.61メートル）(p47)、南北両方から掘り進んだが、当時の測量技術の誤差により、高さ5.85メートルの北入口から奥行き22.5メートル地点で4.6メートルと低くなる(p47)。直線ではなく、内部では西方にカーブしており、曲線半径は約840メートル(p52)。
トンネル南側出口は赤煉瓦で造られている。アーチ上方には扁額が残されており、初代台湾巡撫だった劉銘伝の揮毫で『曠宇天開』の字が記されている(p74)。
対聯の右側には『五千年生面獨開，羽轂飆輪，從此康莊通海嶼。』と、左側には『三百丈巖腰新闢，天梯石棧，居然人力勝神工。』と書かれている(p74)。扁額上には『太子少保福建臺灣巡撫一等男劉建造，欽命浙江 州總鎮強勇巴圖魯監修，光緒歲次己丑仲冬立』という落款もある(p74)。

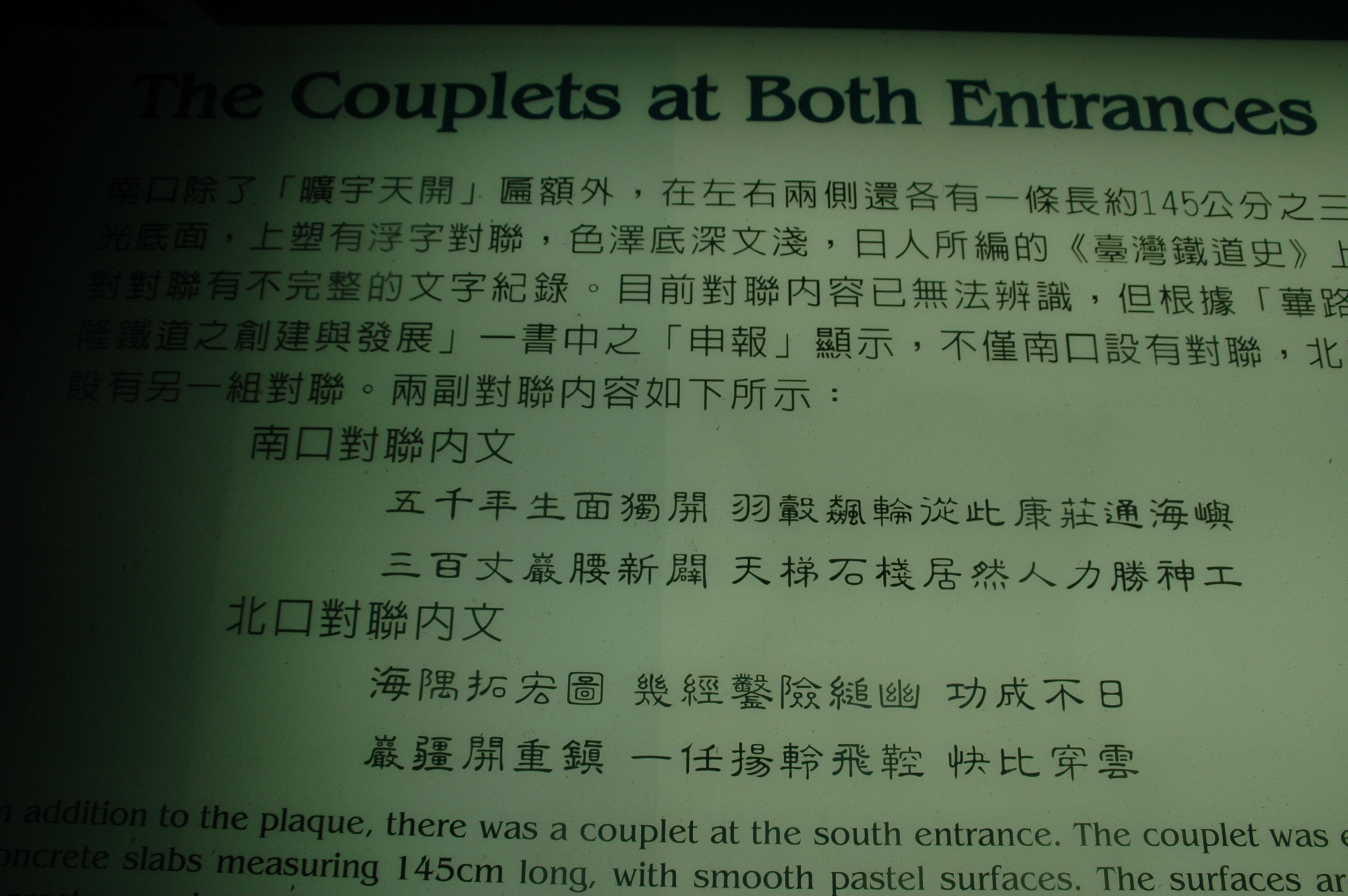
対聯解説
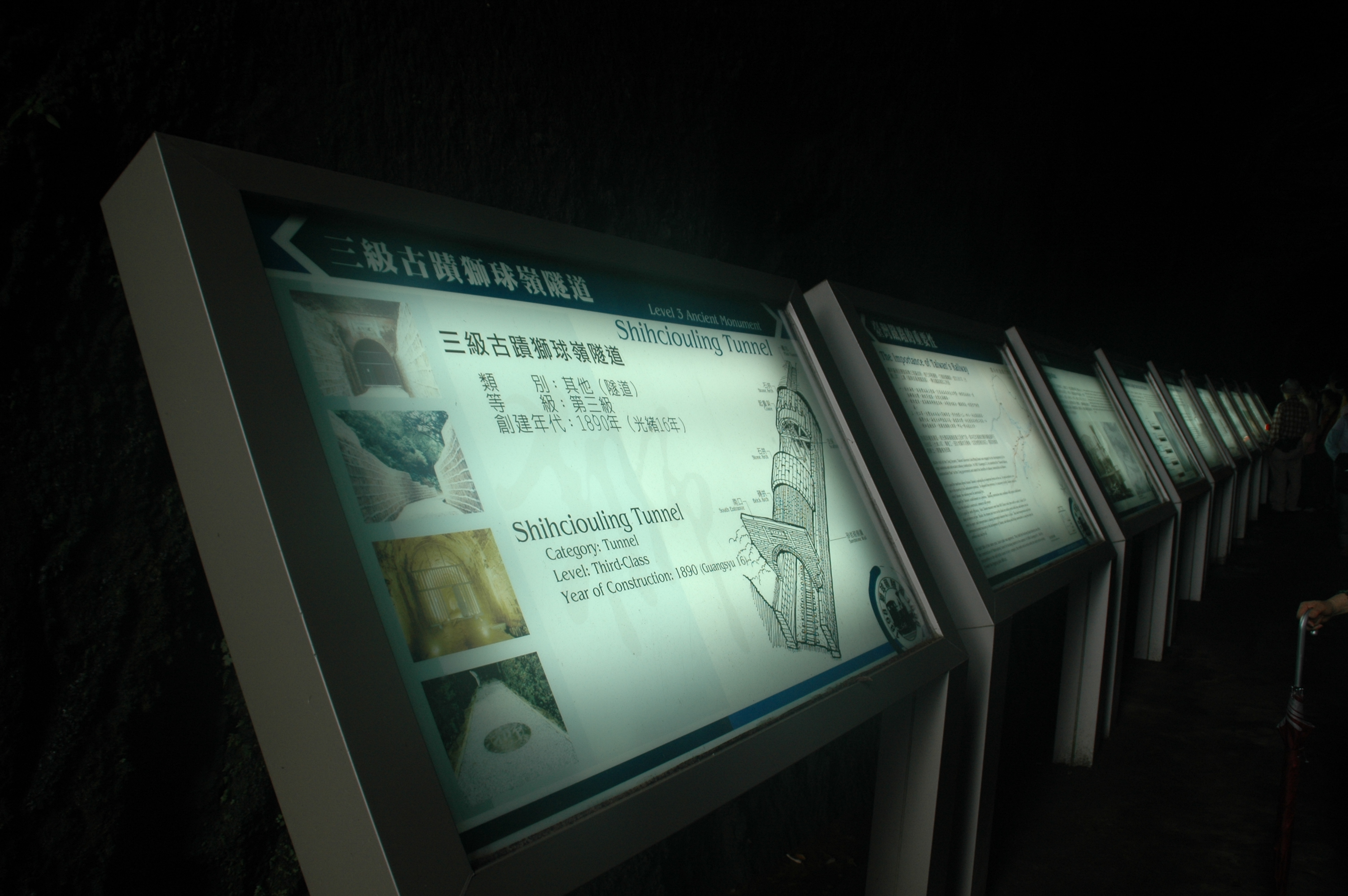
解説板
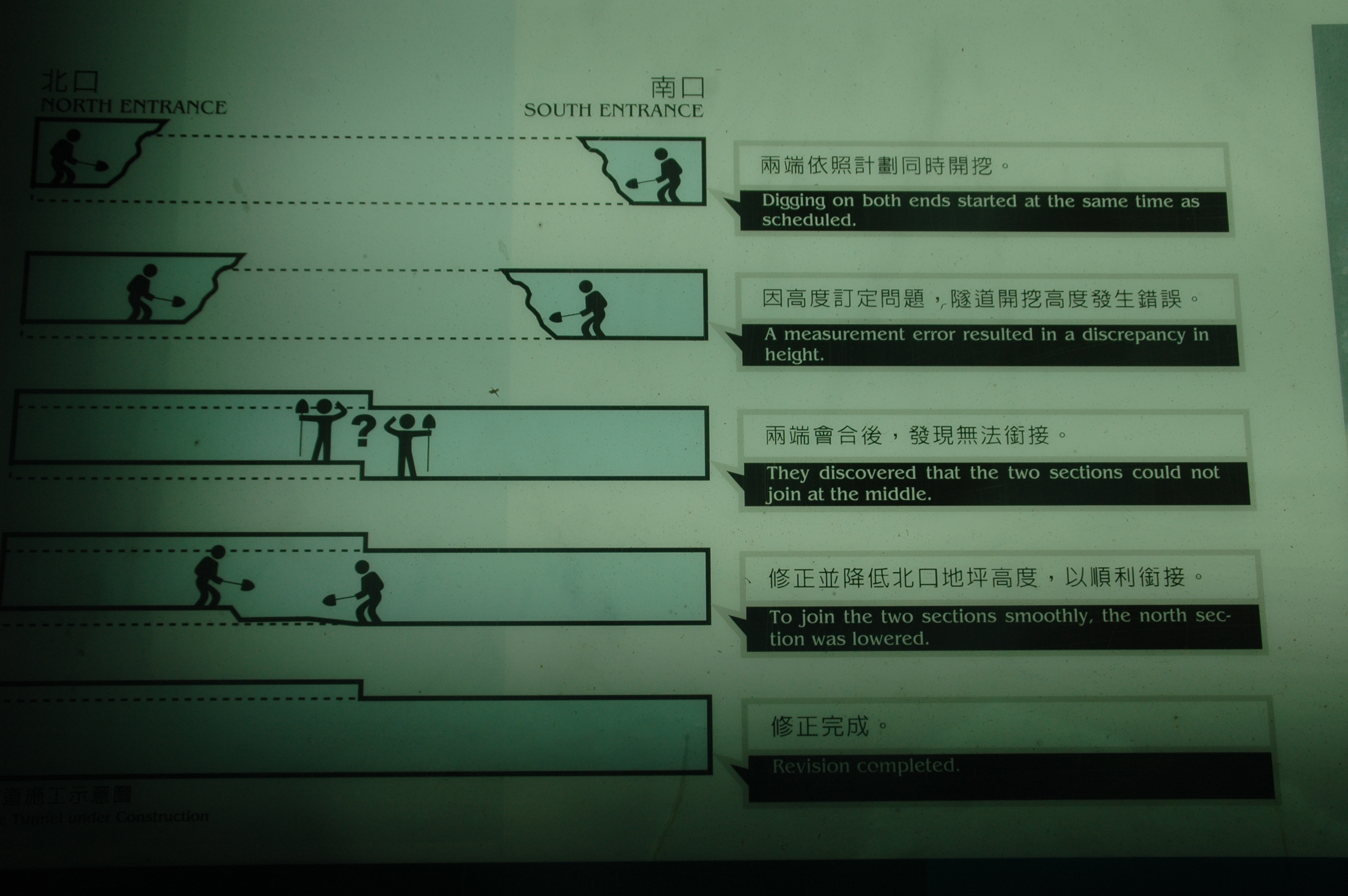
貫通時に南北で高低差ができていたことを示す解説板
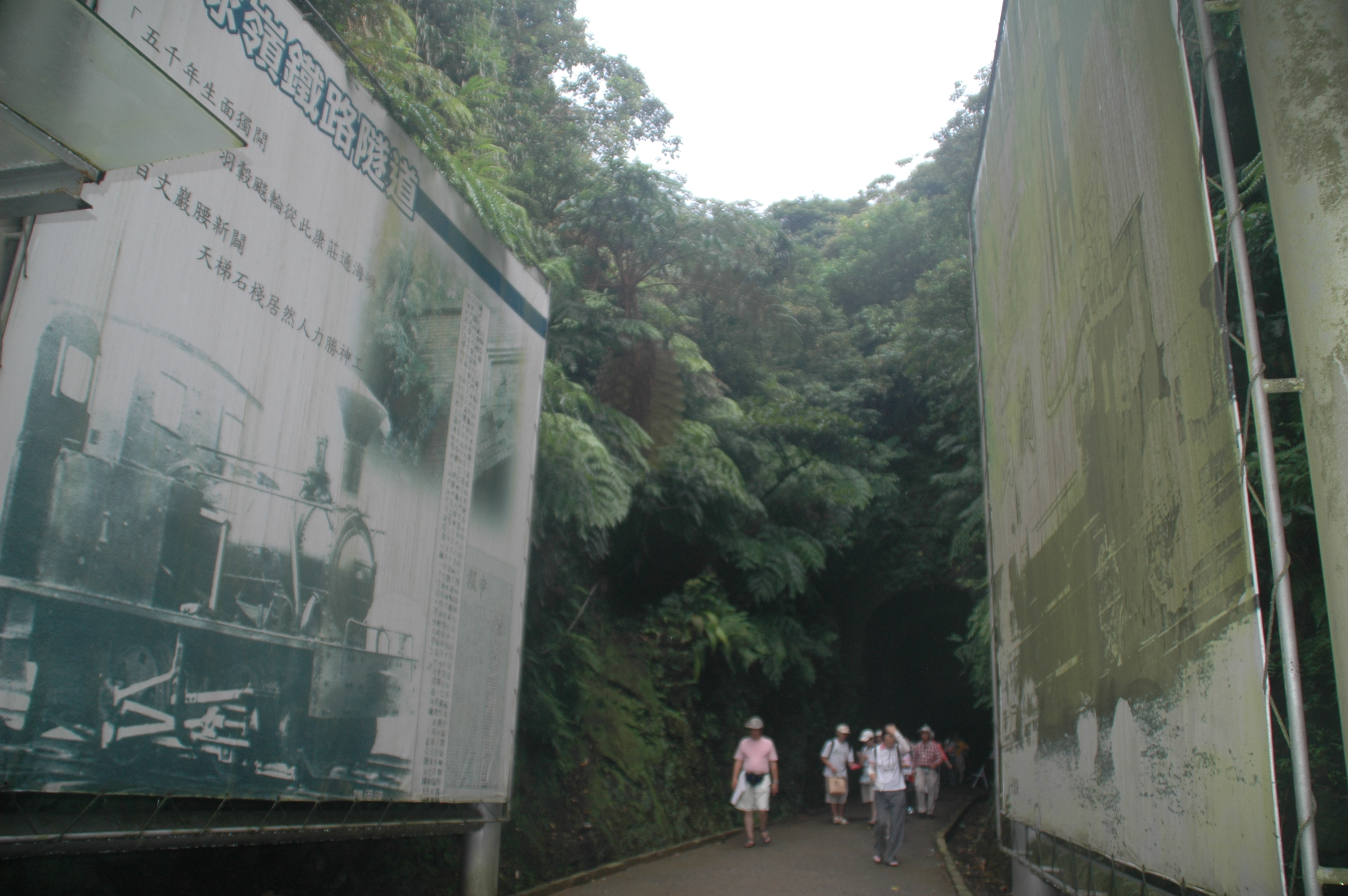
北側入口
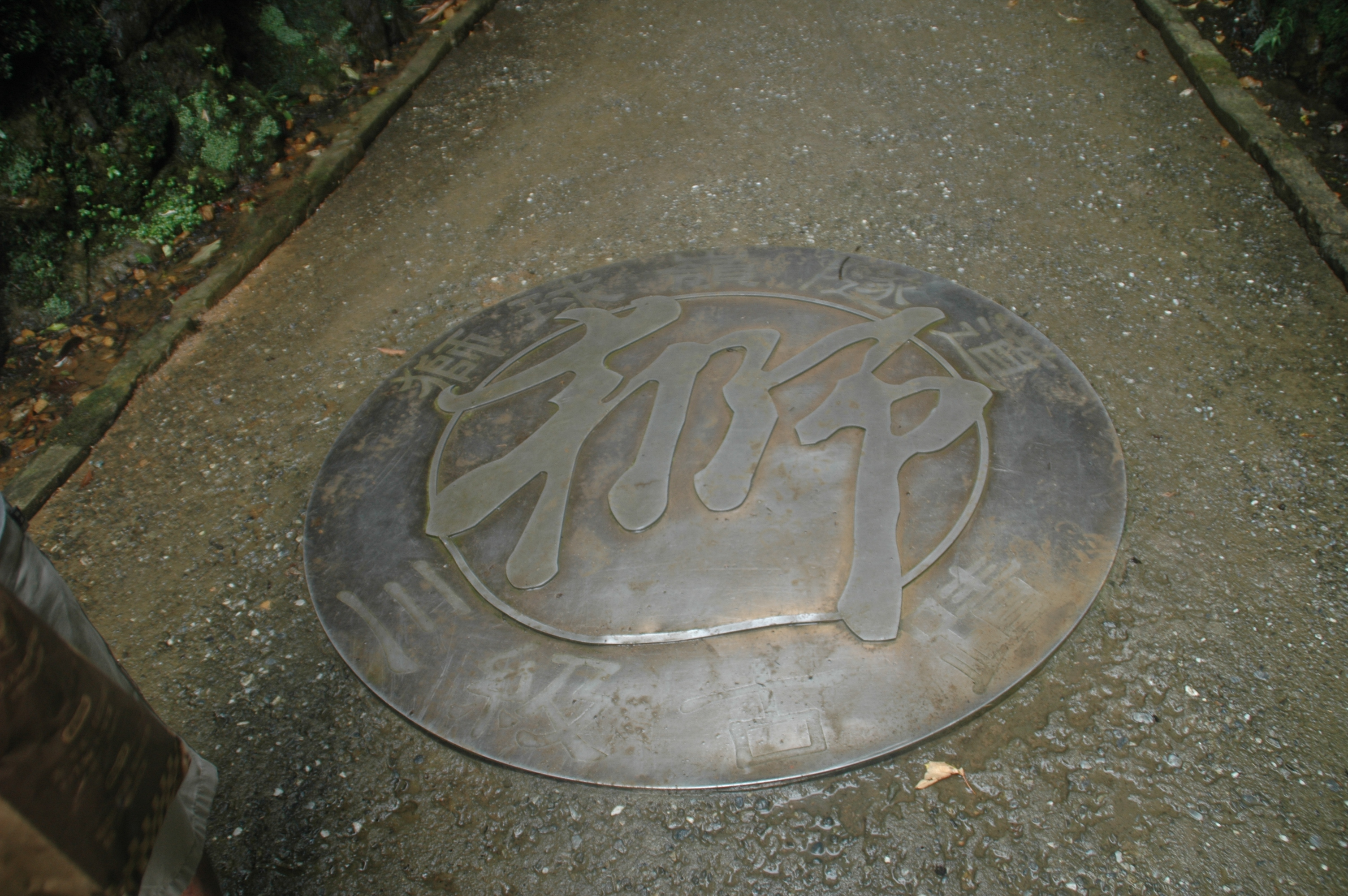
古蹟銘板
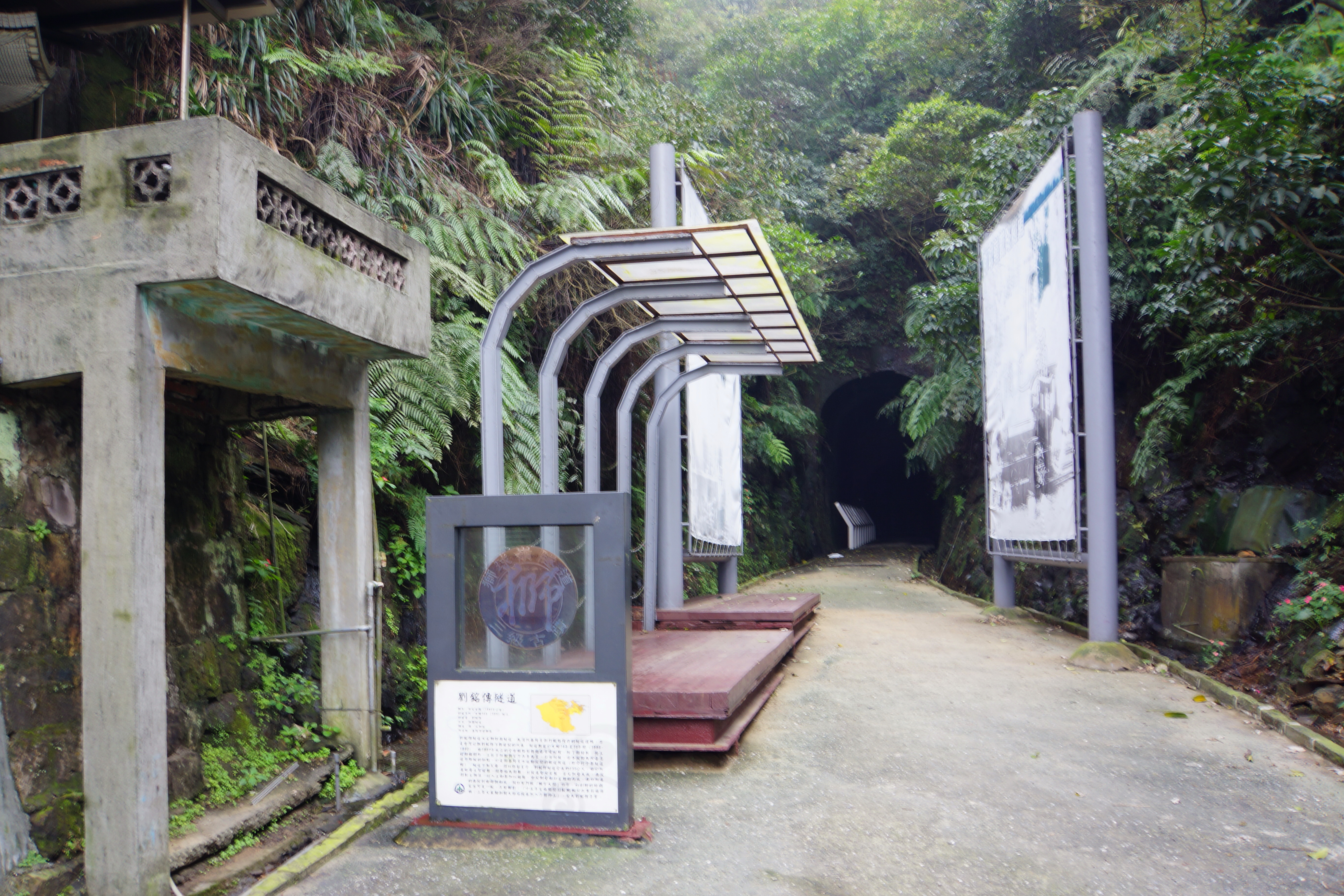
停留所のようなオブジェが設置された北側入口付近
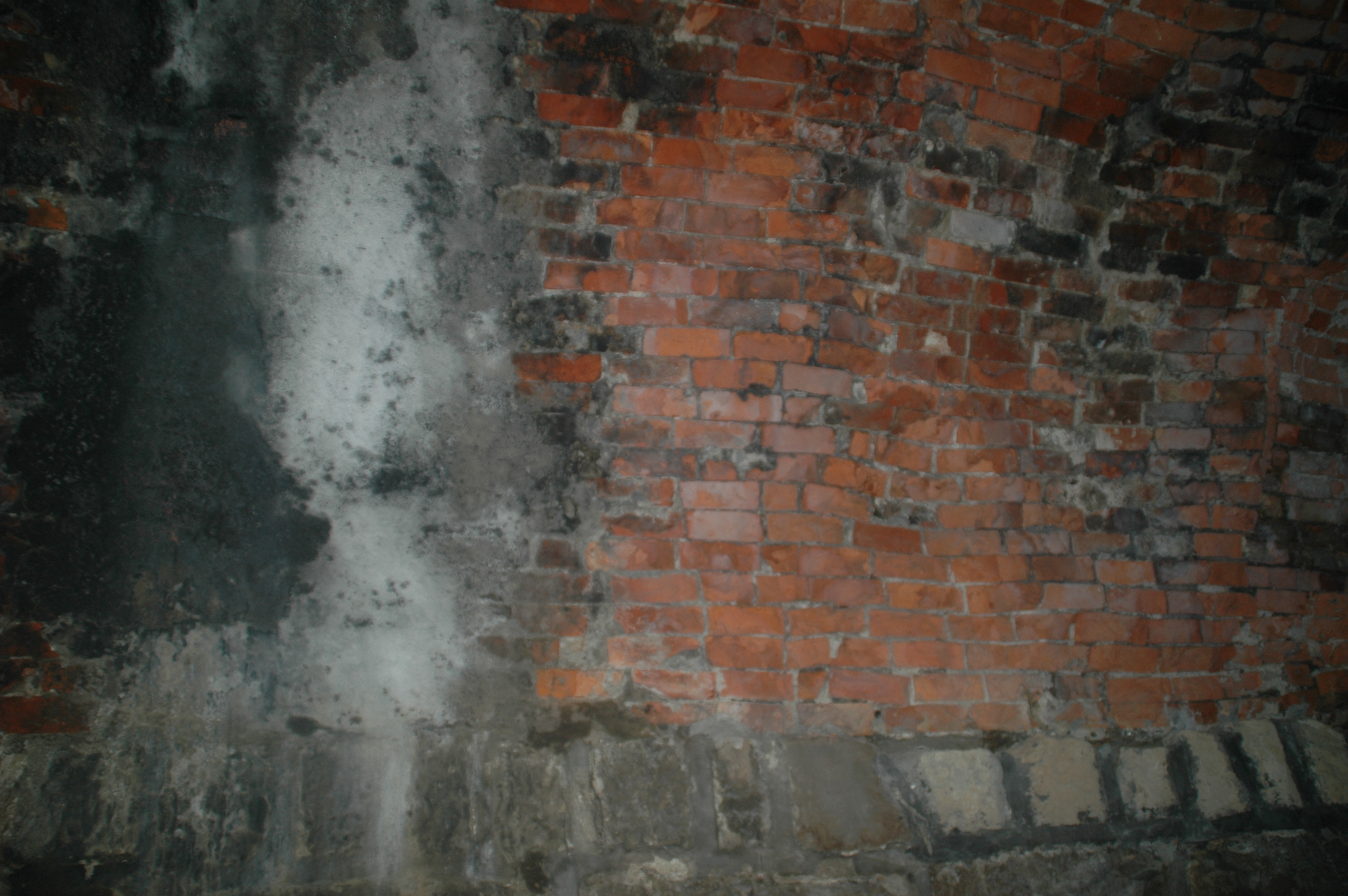
内部のレンガ壁
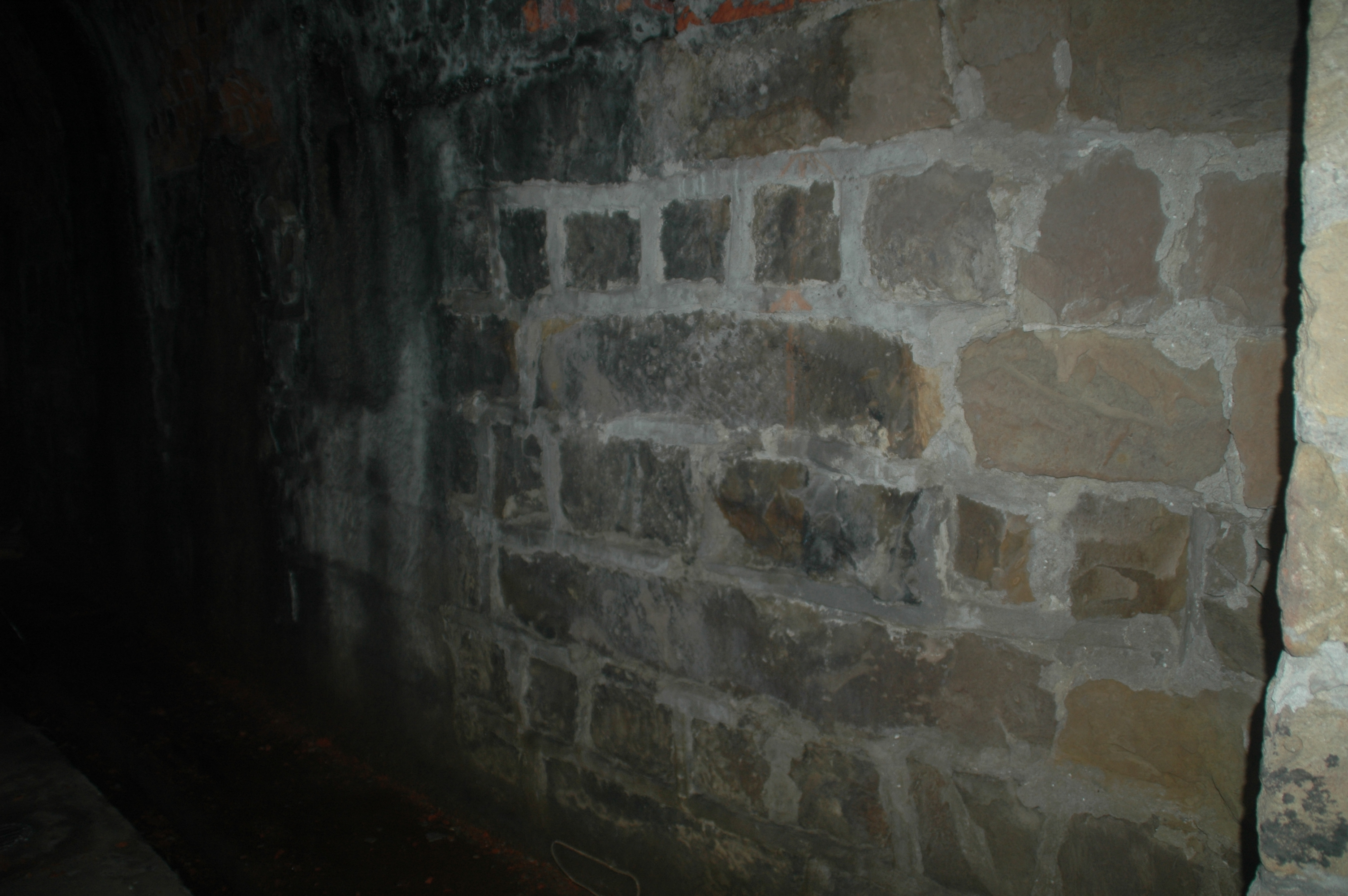
内部のレンガ壁
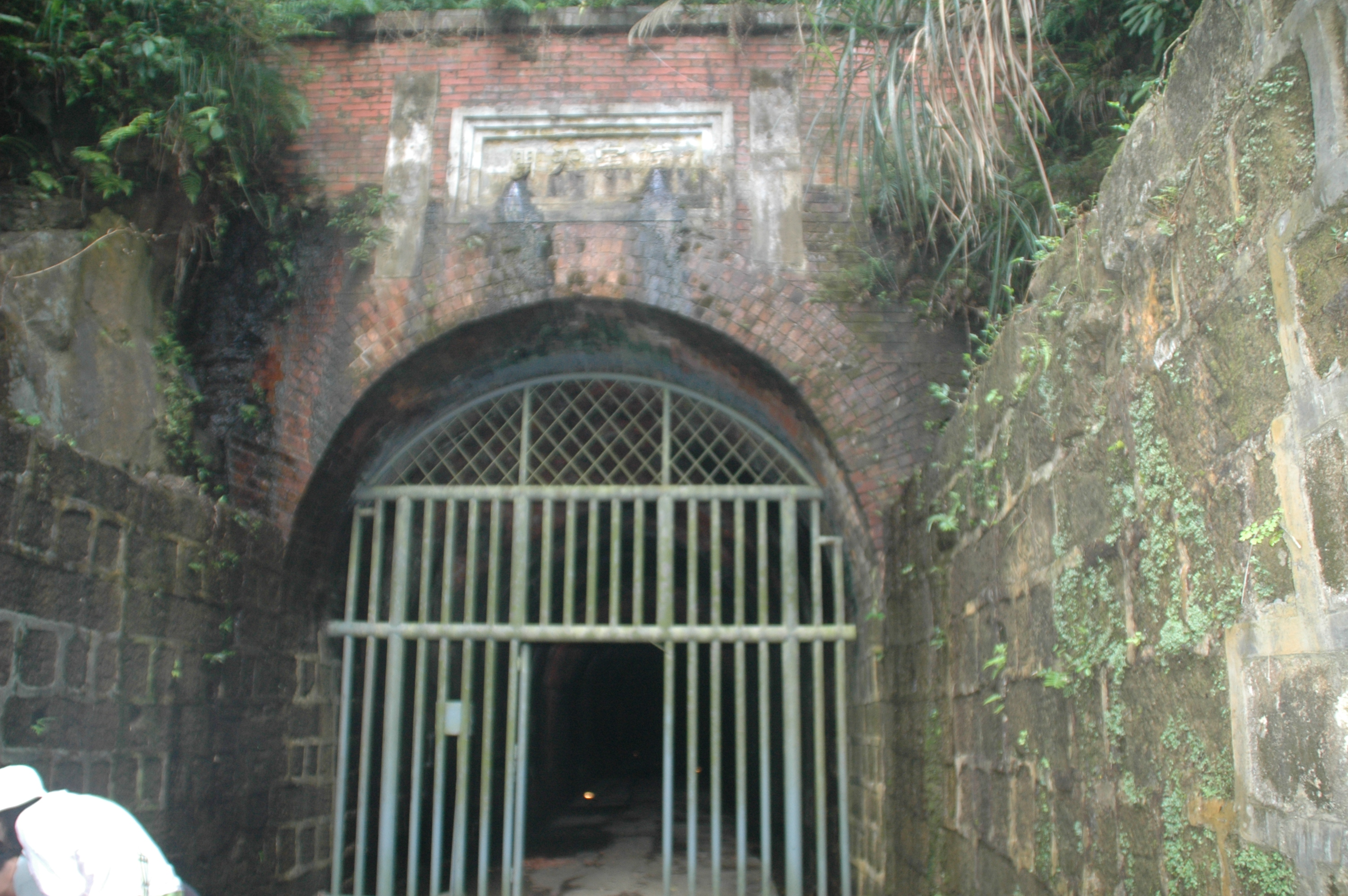
南側入口

## 交通
- 基隆駅西口から南西方向へ約1.5km。

基隆駅前東口からバス
- 「基隆公車総站」（バスターミナル）から基隆市公車處501/502路で『自強隧道口』下車[14]。
- 「基隆火車站(仁祥診所)」から基隆客運1031路で『自強隧道口』下車[15]

### 註釈
1. ↑  初代たる鶏龍駅は現在の基隆港西岸4号碼頭付近に所在。